# كرة نيوتن المدفعية

كرة نيوتن المدفعية هي تجربة فكرية لإسحاق نيوتن ليفترض أن قوة الجاذبية عالمية، وهي القوة الرئيسية لحركة الكواكب. وهذا يظهر في كتابه الأصول الرياضية للفلسفة الطبيعية .

## التجربة الفكرية
في هذه التجربة من كتابه (ص 5-8)، نيوتن يتصور مدفع على قمة جبل عال جدا. إذا لم تكن هناك قوى الجاذبية أو مقاومة الهواء، فان الكرة ينبغي ان تتبع خط مستقيم بعيدا عن الأرض، في الاتجاه الذي أطلق عليه. إذا اثرت قوة الجاذبية على الكرة، فانها سوف تتبع مسارا مختلفا اعتمادا على سرعة الأولية. إذا كانت سرعة منخفضة، فانها ببساطة تقع مرة أخرى على الأرض. (A و B) على سبيل المثال السرعة الأفقية من 0 إلى 7000 م / ثانية للأرض.

سرعة 0 م / ث أطلقت أفقيا من الجبل.

سرعة 6000 م / ث أطلقت أفقيا من الجبل.

إذا كانت السرعة هي السرعة المدارية في هذا الارتفاع، فانها سوف تذهب  للدوران حول الأرض على طول مدار دائري ثابت، تماما مثل القمر. (C) على سبيل المثال السرعة الأفقية على ما يقرب من 7300 متر / ثانية من للأرض. 

سرعة 7300 م/ث اطلقت افقيا من الجبل

إذا كانت سرعة أعلى من سرعة المدارية، ولكن ليست عالية بما يكفي لترك الأرض تماما (أقل من سرعة الهروب)، فسوف تستمر تدور حول الأرض على طول مدار بيضاوي الشكل. (D) على سبيل المثال السرعة الأفقية من 7300 إلى ما يقرب من 10،000 متر / ثانية للأرض. 

سرعة 8000 م/ث اطلقت افقيا من الجبل

إذا كانت السرعة عالية جدا، فسوف يترك الأرض في مكافئ (على الهروب بالضبط سرعة) أو مسار القطعي. (E) على سبيل المثال السرعة الأفقية ما يقرب من أكثر من 10،000 متر / ثانية للأرض.

سرعة 12000 م/ث اطلقت افقيا من الجبل

## مظاهر أخرى
صورة من صفحة من نظام العالم يظهر رسم بياني لنيوتن من هذه التجربة على سجل الذهبي المسافر (صورة رقم 111).

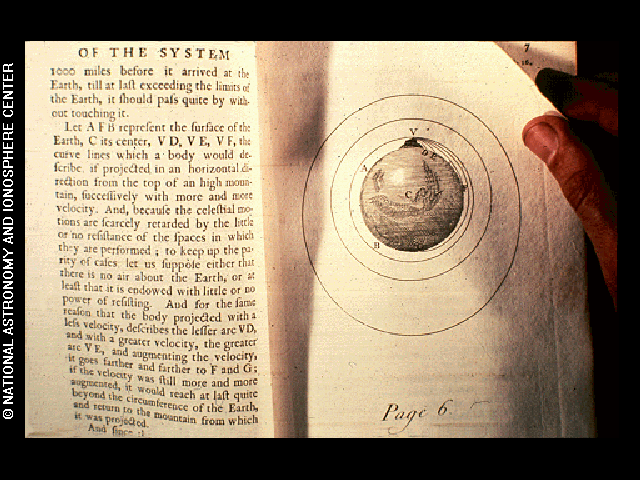
وهذا هو صورة من الصفحة 6 من نيوتن الأصول الرياضية للفلسفة الطبيعية المجلد 3، دي موندي (على نظام العالم). وهي جزء من مجموعة الصور على السجل الذهبي المسافر الذي يجري في الفضاء السحيق على متن مركبة الفضاء فوياجر 1 و 2.